# رامي يوسف
رامي يوسف (بالإنجليزية: Ramy Youssef) هو ممثل كوميدي أمريكي من أصل مصري، قام ببطولة وإخراج المسلسل الكوميدي الأميريكي "Ramy " حيث جسد شخصية الشاب المسلم رامي حسان والمستوحاة من حياته، وحصل على جائزة الجولدن جلوب لأفضل ممثل في مسلسل تليفزيوني (كوميدي أو موسيقي) عام 2020. وهو ثالث ممثل مصري بعد عمر الشريف و رامي مالك يحصل على الجائزة ، ويحضّر الآن للموسم الثاني من مسلسله الشهير الذي نال إعجاب الجمهور والنقاد معًا والذي استطاع من خلاله أن يحسن من صورة الإسلام في جميع أنحاء العالم وبالأخص في العالم الغربي. ترشح في يوليو 2020 لجائزة الإيمي لأفضل ممثل في دور رئيسي عن ذات المسلسل.

## وصلات خارجية
- رامي يوسف على موقع IMDb (الإنجليزية)
- رامي يوسف على موقع ألو سيني (الفرنسية)
- رامي يوسف على موقع ميوزك برينز (الإنجليزية)
- رامي يوسف على موقع قاعدة بيانات الفيلم (الإنجليزية)